# Jerry A. Fodor
Jerry Alan Fodor (ur. 22 kwietnia 1935 w Nowym Jorku, zm. 29 listopada 2017 w New Jersey) – amerykański filozof umysłu i naukowiec zajmujący się naukami poznawczymi. Wykładał na Uniwersytecie Rutgersa w New Jersey. Jest autorem prac głównie z zakresu filozofii, filozofii umysłu i kognitywistyki. Jego prace wpłynęły w znacznym stopniu na powstanie teorii funkcjonalnych struktur umysłu zwanych modułami. Jest autorem koncepcji języka myśli. Na przestrzeni lat wypracował charakterystyczny styl argumentacji, który bywa czasem określany jako wyjątkowo prowokacyjny.
Zdaniem Fodora stany mentalne, takie jak przekonania czy pragnienia, są relacjami pomiędzy poszczególnymi ludźmi a reprezentacjami w ich umysłach. Uważa, że reprezentacje te można wyjaśnić i opisać jedynie w tzw. języku myśli. Język myśli nie jest w tym wypadku jedynie abstrakcyjnym narzędziem służącym nam do wyjaśniania zjawisk mentalnych, lecz czymś realnym co posiada strukturę i istnieje wewnątrz mózgu. Jego zdaniem, na myślenie i inne procesy umysłowe składają się operacje syntaktyczne na reprezentacjach, które tworzą jako całość tzw. język myśli.
Elementy, z których składa się na umysł, takie jak procesy percepcyjne czy lingwistyczne, posiadają strukturę modułową. Moduły te, zwane przez Fodora także narządami, określane są poprzez ich rolę przyczynową i funkcje jakie pełnią. Moduły te są względnie niezależne względem siebie oraz wobec centralnych procesów myślowych, które charakteryzują się innym, bardziej ogólnym i szerszym zakresem. Natura owych modułów pozwala na powstanie relacji przyczynowej pomiędzy umysłem a obiektami świata zewnętrznego, które stanowią treść stanów umysłowych. Za logiczne relacje pomiędzy treściami, informacjami na wejściu i informacjami na wyjściu odpowiadają poznawcze „centralne procesy myślowe”.
Początkowo Fodor odrzucał koncepcję zakładającą, iż stany umysłowe muszą być powodowane przez jakieś przyczyny zewnętrzne. W ostatnich latach, za sprawą wniosków wyciągniętych z filozofii języka, uświadomił sobie jednak, że założenie przyczyny sprawczej zjawisk mentalnych w postaci świata obiektów zewnętrznych pozwala rozwiązać problemy dotyczące znaczenia i referencyjności treści myśli.
Fodor odrzucał teorię umysłu zwaną funkcjonalizmem, a stany umysłowe, w jego mniemaniu, posiadają cechę zgodną z tezą wielorakiej realizacji fizycznej. Znaczy to, że ten sam stan umysłowy może wystąpić w dwóch różnych mózgach. Twierdzi też, że w nauce istnieją różne typy wyjaśniania zjawisk, a przez to generalizacje, uogólnienia i prawa wypracowane przez teorie wyższego poziomu (np. psychologiczne czy lingwistyczne) nie dadzą się wyrazić w twierdzeniach i prawach teorii niższego poziomu (np. wyjaśniających zachowanie neuronów i synaps). Teza ta określana jest w filozofii nauki jako zasada emergencji. Fodor odnosi się krytycznie również do tego, co opisuje jako Darwinizm oparty na wypaczonym obrazie naturalnej selekcji.